# Туркменская автономная область (Бухарская НСР)
Туркменская автономная область — административно-территориальная единица Бухарской НСР, существовавшая в 1923—1924 годах (c сентября 1924 Бухарской ССР).
Туркменская АО была образована на территории компактного проживания туркмен Бухары в октябре 1923 года. АО делилась на 2 вилайета (которые, в свою очередь, делились на тумены) и 1 отдельный тумен.
- Керкинский вилайет
  - Керкинский тумен
  - Кизыл-Аякский тумен
  - Халачский тумен
  - Ходжамбасский тумен
- Чарджуйский вилайет (вскоре переименован в Ленинско-Туркменский)
  - Дейнауский тумен
  - Саятский тумен
  - Старо-Чарджуйский тумен
  - Фарабский тумен
- Келифский тумен

27 октября 1924 Туркменская АО Бухарской НСР была упразднена, а её территория отошла к вновь созданной Туркменской ССР.